# Eduard Brinckmeier
Eduard Brinckmeier (* 28. April 1811 in Wolfenbüttel; † 13. Oktober 1897 in Braunschweig) war ein deutscher Publizist, Schriftsteller und Privatgelehrter.

## Leben
Eduard Brinckmeier wurde 1811 in Wolfenbüttel als Sohn des Domäneneinnehmers August Brinckmeier († 1829) und dessen Ehefrau Friederike († 1840), Tochter des Kaufmanns Fr. Selwig in Bahrdorf, geboren. Er besuchte bis 1830 die Große Schule in Wolfenbüttel und studierte anschließend Theologie in Göttingen und Halle. In Wolfenbüttel beschuldigte man ihn 1832, an burschenschaftlichen Vereinigungen teilgenommen zu haben, was ein bis 1837 andauerndes gerichtliches Verfahren gegen ihn nach sich zog. Ohne Aussicht auf ein geistliches Amt wechselte er das Studienfach und studierte Geschichte und Sprachwissenschaft in Göttingen, wo er 1835 zum Dr. phil. promoviert wurde. In Göttingen war er Mitglied der Burschenschaft Alemannia.
Brinckmeier wohnte von 1835 bis zu seinem Tod in Braunschweig, kurzzeitig unterbrochen von Aufenthalten in Leipzig und Halle. Er arbeitete nachfolgend als Schriftsteller, Publizist und Herausgeber verschiedener Zeitschriften und Journale: Mitternachtszeitung (1835–1839), Moden-Courier, Zeitschrift für Kunst, Theater und Mode (1837–1839), Brunonia, Monatsschrift für Kunst, Wissenschaft, Industrie, Gewerbe und sociales Leben im Herzogthum Braunschweig (1839), Braunschweigische Morgenzeitung für gebildete Leser (1841), Isis, Zeitschrift für Unterhaltung und sociales Leben (1850–1863), Dramaturgische Blätter aus Braunschweig (1862–1863). Seine Bewerbung um eine Dozentur am Collegium Carolinum wurde abgelehnt.
Brinckmeier publizierte eigene Novellen und gab Balladensammlungen heraus, darunter das Napoleons-Album (1842). Er übersetzte literarische Werke aus der englischen und französischen Sprache, u. a. Troubadourlyrik, James Macphersons Ossian, Werke von Honoré de Balzac, Washington Irving, Gustave de Beaumont und George Sand. Daneben umfasst Brinckmeiers Schaffen auch sprach- und literaturwissenschaftliche  sowie historische Abhandlungen und Kompendien.
Zu seinen politischen Schriften der Revolutionsjahre 1848/1849 zählt Louis Napoleon Bonaparte, Präsident der französischen Republik. Sein politisches, militärisches und Privatleben, sein Charakter und seine Meinungen. Seine Geschichte des Jahres 1848 gilt als zeitgeschichtliches Dokument.
Brinckmeier befand sich häufig in Geldnöten und war daher neben seiner publizistischen Tätigkeit auch auf anderen Geschäftsfeldern tätig. Er betrieb zeitweise eine Marmormühle und handelte mit Kakteen und Palmen. Er verfasste Anleitungen zu Spargelbau, Kaninchen- und Hühnerzucht. Im Jahr 1880 wurde er wegen „unzüchtiger Handlungen“ zu einer dreijährigen Zuchthausstrafe verurteilt, die er nur zum Teil verbüßen musste.
Eduard Brinckmeier wohnte zuletzt in Braunschweig, wo er im Oktober 1897 im Alter von 86 Jahren starb. Laut Zimmermann bzw. Hoffmeister starb er „in Armut und Verwahrlosung“ in der Pflegeanstalt Neuerkerode. Laut Adressbuch trug er den Titel eines Hofrats.

## Schriften (Auswahl)
- Novellen und Erzählungen. Braunschweig 1837.
- Liebe und Leben. Novellen, Celle 1841.
- Die Schuld. Novelle, Neuhaldensleben 1841.
- Vollständige Grammatik der spanischen Sprache. 1844
- Abriß einer dokumentierten Geschichte der spanischen Nationalliteratur. 1844.
- Praktisches Handbuch der historischen Chronologie aller Zeiten und Völker besonders des Mittelalters. 1845.
- Rügelieder der Troubadours gegen Rom und die Hierarchie : Stimmen d. Zeit in d. Originalen u. dt. Übersetzg. Verlag C. A. Schwetschke & Sohn, Halle 1846.
- Itinerarium der deutschen Kaiser und Könige : von Conrad d. Franken bis Lothar II. Halle 1848.
- Deutsches Fremdwörterbuch.1854.
- Glossarium diplomaticum zur Erläuterung schwieriger, einer diplomatischen, historischen, sachlichen oder Worterklärung bedürftiger lateinischer, hoch- und besonders niederdeutscher Wörter und Formeln, welche sich in öffentlichen und Privaturkunden, Capitularien, Gesetzen, Verordnungen, Zuchtbriefen, Willküren, Weisthümern, Traditions- und Flurbüchern, Heberollen, Chroniken, Rechnungen, Inschriften, Siegeln usw. des gesamten deutschen Mittelalters finden, mit urkundlichen Belegstellen versehen. 2 Bände, 1856–1863.
- Der Seidenbau als Nebengewerbe, eine Quelle des Volkswohlstandes und Nationalreichtums : Prakt. Anleit. zum Seidenbau in s. ganzen Umfange (mit Einschluß d. Eichen-Seidenraupe) nebst der Anzucht und Kultur der Maulbeerbäume u. Maulbeerhecken ; Nach d. Beobachtungen intelligenter Seiden- u. Maulbeerzüchter u. eigenen Erfahrungen f. Jeden leicht faßl. u. verständl. zu sofort. Beginn dargestellt. A. Schröter, Ilmenau.
- Die provenzalischen Troubadours als lyrische und politische Dichter : Mit Proben ihrer Dichtungen. 1882.
- Genealogische Geschichte des uradeligen Hauses Leiningen und Leinigen-Westerberg. 2 Bände, Verlag von Richard Sattler, Braunschweig 1890. (Digitalisat)
- Genealogische Geschichte des alten braunschweigischen uradeligen reichsfreien Geschlechts Derer von Kalm. Commissionsverlag von Richard Sattler, Braunschweig 1893. (books.google)